# Движение «За свободу наций!»
Движение «За свободу наций!» (англ. «For the Freedom of Nations!» Movement), официальное название — Форум сторонников борьбы с современными практиками неоколониализма «За свободу наций!» (англ. Forum of Supporters of the Struggle against Modern Practices of Neocolonialism «For the Freedom of Nations!») — международное межпартийное движение, объединяющее различные политические партии государств Глобального Юга и нацеленное на противодействие современным проявлениям неоколониализма.
Движение официально создано в феврале 2024 года по инициативе партии «Единая Россия» после проведения учредительного «Форума сторонников борьбы с современными практиками неоколониализма» в Москве. С того момента к Движению присоединились политические партии из более 50 стран Азии, Африки, Латинской Америки, Ближнего Востока, Европы и СНГ.

## Идеологическая основа
Движение «За свободу наций!» ставит в качестве своей главной цели борьбу с современными практиками неоколониализма.

Сам термин «неоколониализм» был введен в общее пользование в 1965 году бывшим Президентом Ганы Кваме Нкрума в его книге «Неоколониализм: последняя стадия империализма». В том же году кубинский революционер Эрнесто Че Гевара выступил с речью, в которой критиковал господство одних стран над другими, которое также назвал неоколониализмом. 
«Африка же представляет собой, можно сказать, почти нетронутое поле для неоколониалистического вторжения. Здесь мы наблюдали перемены, заставившие колониальные державы отказаться от своих прежних абсолютных прав. Однако в тех случаях, когда эти перемены происходили медленно и ненасильственным путем, колониализм неизменно перерастал в неоколониализм. С точки зрения экономического господства одно от другого ничем не отличается».
Идеологическая основа Движения «За свободу наций!» была выражена в статье Председателя партии «Единая Россия» Дмитрия Медведева под названием «Время метрополий истекло». В ней он выделяет несколько видов неоколониализма, с которым призвано бороться Движение, а именно: санкционный, монетарный, долговой, культурно-идеологический, правовой, регулятивный, «дружественный» и другие его виды.
«Бывшие метрополии страстно желают все так же паразитировать на зависимых от них странах, обеспечивать себе комфорт за счет унижения и подавления других. Только на сей раз — более изощрёнными средствами и методами. Ничего нового в этом нет. Consuetude est altera natura („Привычка - вторая натура“), как гласит известная латинская пословица».
Основные цели Движения сводятся к следующим:
1. Противодействие попыткам пересмотра общепризнанных принципов и норм международного права, практике принятия нелегитимных санкционных мер;
2. Систематизация сведений о совершенных в колониальный период преступлениях (по принципу отсутствия для подобных деяний срока давности), оценка причиненного ущерба;
3. Оказание содействия бывшим колониям в борьбе с фальсификацией прошлого, а также в увековечении исторической памяти о преступлениях колонизаторов;
4. Выработка совместных подходов по актуальным вопросам международной и региональной повестки, а также координация усилий по достижению экономической, продовольственной, информационной, научно-технологической и топливно-энергетической независимости;
5. Развитие международных программ культурного обмена и гуманитарного сотрудничества для укрепления подлинных отношений добрососедства государств Глобального Юга.

## Состав
Движение имеет неофициальный характер, поэтому у него нет официальных критериев членства. В структуре Движения действует Постоянный комитет, в который входят политические движения из 20 стран мира.
В учредительном заседании Форума сторонников борьбы с современными практиками неоколониализма «За свободу наций!» приняло участие 50 политических движений, в том числе 6 европейских, 23 азиатских, 14 африканских и 7 латиноамериканских.

## Структура

### Постоянный комитет
Главным исполнительным органом движения «За свободу наций!» является Постоянный комитет. Председателем Постоянного комитета был избран Председатель партии «Единая Россия» Дмитрий Медведев. Двумя заместителями Председателя являются член Бюро Высшего совета партии «Единая Россия» Андрей Климов и статс-секретарь, заместитель Министра иностранных дел РФ Евгений Иванов. В состав Постоянного комитета входит 20 политических движений со всего мира:
| №  | Изображение | Председатель                 | Партия                                                             | Страна            |
| -- | ----------- | ---------------------------- | ------------------------------------------------------------------ | ----------------- |
| 1  |             | Абделькрим Бенмебарек        | Фронт национального освобождения                                   | Алжир             |
| 2  |             | Ильхам Гейдарович Алиев      | Новый Азербайджан                                                  | Азербайджан       |
| 3  |             | Олег Александрович Романов   | Белая Русь                                                         | Беларусь          |
| 4  |             | Глейси Хоффманн              | Партия трудящихся                                                  | Бразилия          |
| 5  |             | Си Цзиньпин                  | Коммунистическая партия Китая                                      | Китай             |
| 6  |             | Мигель Диас-Канель Бермудес  | Коммунистическая партия Кубы                                       | Куба              |
| 7  |             | Аирлангга Хартарто           | Голкар                                                             | Индонезия         |
| 8  |             | Тхонглун Сисулит             | Народно-революционная партия Лаоса                                 | Лаос              |
| 9  |             | Джебран Басиль               | Свободное патриотическое движение                                  | Ливан             |
| 10 |             | Филипе Ньюси                 | ФРЕЛИМО                                                            | Мозамбик          |
| 11 |             | Кхин Йи                      | Партия солидарности и развития Союза                               | Мьянма            |
| 12 |             | Даниэль Ортега               | Сандинистский фронт национального освобождения                     | Никарагуа         |
| 13 |             | Шахбаз Шариф                 | Пакистанская мусульманская лига                                    | Пакистан          |
| 14 |             | Дмитрий Анатольевич Медведев | Единая Россия                                                      | Россия            |
| 15 |             | Ненад Попович                | Сербская народная партия                                           | Сербия            |
| 16 |             | Башар Асад                   | Баас (просирийская фракция)                                        | Баасистская Сирия |
| 17 |             | Сирил Рамафоса               | Африканский национальный конгресс                                  | ЮАР               |
| 18 |             | Эмомали Рахмон               | Народно-демократическая партия Таджикистана                        | Таджикистан       |
| 19 |             | Николас Мадуро               | Единая социалистическая партия Венесуэлы                           | Венесуэла         |
| 20 |             | Эммерсон Мнангагва           | Зимбабвийский африканский национальный союз — Патриотический фронт | Зимбабве          |

Постоянный комитет на регулярной основе проводит обсуждения ключевых вопросов развития и будущей деятельности Движения. Он принимает решения по поводу стратегических направлений деятельности Движения, определяет места и сроки проведения очередных и внеочередных Генеральных Ассамблей, а также утверждает проекты программ и итоговых документов. Постоянный комитет был сформирован на основе Организационного комитета, который функционировал до проведения учредительного заседания Движения в феврале 2024 года.
| № | Дата                 | Место проведения       |
| - | -------------------- | ---------------------- |
| 1 | 30 марта 2023 года   | Москва, Россия         |
| 2 | 31 мая 2023 года     | По видеоконференцсвязи |
| 3 | 21 ноября 2023 года  | По видеоконференцсвязи |
| 4 | 16 февраля 2024 года | Москва, Россия         |
| 5 | 17 июня 2024 года    | Владивосток, Россия    |

### Генеральные Ассамблеи
Генеральные Ассамблеи Движения "За свободу наций!" - масштабные мероприятия, которые проводятся раз в два года. Первое состоялось 15-17 февраля 2024 года в Москве, Россия. В настоящее время планируется проведения следующих Генеральных Ассамблей в Латинской Америке и Африке.

### Экспертный совет и Координационная рабочая группа
Решение о создании Экспертного совета и Координационной рабочей группы Движения "За свободу наций!" было принято на заседании Постоянного комитета Движения во Владивостоке, Россия, 17 июня 2024 года. Их состав пока что не определен.

## Основные достижения
В ходе первых мероприятий Движения были достигнуты следующие договоренности:
1. Рассмотреть в рамках Генеральной Ассамблеи ООН возможность учреждения Дня памяти жертв колониализма и приурочить его к 14 декабря - дню принятия Декларации о предоставлении независимости колониальным странам и народам[31];
2. Содействовать активизации процесса окончательной деколонизации в отношении фигурантов Перечня несамоуправляющихся территорий, утвержденного профильным Специальным комитетом ООН[32];
3. Добиваться запуска процесса систематизации и всестороннего подсчета ущерба пострадавшим странам от незаконных односторонних ограничительных мер, принятых в обход Совета Безопасности ООН, и преступлений колониальной эпохи[33];
4. Поощрять научные исследования, в том числе о т.н. «великой дивергенции» и ее связи с разграблением колониальных народов;
5. Противодействовать фальсификации истории и попыткам стереть из коллективной памяти факты преступлений колониализма, включая геноцид, массовые этнические чистки, незаконные перемещения объектов культурного наследия, работорговлю, расизм, а также иные подобные практики нарушения общепризнанных прав и свобод[34];
6. Противодействовать избирательному применению универсальных норм международного права и продвижению концепции «миропорядка, основанного на правилах»[35].

## Критика
Движение «За свободу наций!» критикуют за его излишнюю идеологизированность и извращённое представление о неоколониализме. Политолог М. Комин в статье Европейскому совету по международным отношениям пишет, что Движение не привело к каким-либо серьезным результатам, кроме призыва к рассмотрению 14 декабря в качестве Дня памяти жертв колониализма.
Помимо этого, отмечается, что инициатива партии «Единая Россия» нацелена на дистанцирование от «колониального прошлого» самой России. «Современная интерпретация неоколониализма направлена на то, чтобы очистить исторический имидж России и заложить основу для её современной антиколониальной позиции, предполагая продолжение политики советской эпохи», пишет автор. Кроме того, формирование дискурса вокруг неоколониализма считается исключительно очередным выпадом против «коллективного Запада» и американского миропорядка.
Политолог С. Суханкин для Джеймстаунского фонда пишет о том, что акцент российских политиков на неоколониальную повестку в большой степени опирается на успешные кампании по «дезинформации» народов Африки и Азии и мало успешен в долгосрочном плане. Критику Движения также публиковал британский аналитический центр Chatham House.